# 904
سنة 904 م كانت سنة كبيسة تبدأ يوم الأحد (الرابط يظهر نموذج التقويم الكامل للسنة) من التقويم اليولياني. بدأت تسمية السنة ب904 منذ العصور الوسطى المبكرة، عندما أصبح تقويم أنو دوميني هو الأسلوب السائد في أوروبا لتسمية السنوات.

## مواليد
- إلفورد من وسكس ملك ساكسون الغربية

## وفيات
- يحيى بن القاسم بن إدريس، من أمراء الأدارسة بالمغرب الأقصى.